# Henri Tolain
Henri Louis Tolain (París, 18 de junio de 1828 - París, 4 de mayo de 1897), fue una figura del movimiento sindical francés sobre el que ejerció una gran influencia. Tolain era un estudiante autodidacta de la economía política, que se inició carrera como trabajador de metales, lo que despertó en él un interés de toda la vida en los asuntos de la clase obrera, desde su línea mutualista y anticolectivista. Tolain ayudó a fundar la Asociación Internacional de Trabajadores en 1864 y participó activamente en una serie de congresos obreros. Tolain es el autor del "Manifiesto de los Sesenta", sobre los derechos políticos de la clase obrera, respaldado por un conjunto de obreros ideologizados con las ideas de Pierre-Joseph Proudhon.

## La Internacional
Ya desde 1848 ante las insurrecciones populares europeas de esos años manifiesta la necesidad de una asociación que organice a los trabajadores a nivel internacional, 16 años después estuvo entre los primeros fundadores de la Primera Internacional. Como artesano grabador de bronce y líder de la delegación francesa, fue en 1864 en Londres, uno de los miembros fundadores de la Asociación Internacional de los Trabajadores, constituida el 28 de septiembre de 1864 en asamblea. Esta asamblea aprueba el proyecto que presentó Tolain y junto con los otros delegados franceses, Limousin y Antoine Friburge, y quedan encargados de la organización del proyecto.
Son ellos quienes proponen la inclusión de los principios internacionalistas (la clase obrera es una mundial y no tiene patria) y los de autonomía de los trabajadores, haciéndose responsables directos por su propio destino y sin delegarlo a fuerzas que no sean las suyas propias, de esta delegación francesa surge la frase clásica de la Internacional "la emancipación de los trabajadores será obra de los trabajadores mismos o no será", siguiendo un concepto anarquista de autogobierno.

## Pensamiento político y social
Tolain fue uno de los principales promotores europeos del anarquismo mutualista en una versión de marcado carácter obrero y políticamente moderada que combinaba reformas legislativas y participación política obrera para reforzar sociedades de socorros mutuos, sindicatos y cooperativas. Fue uno de los primeros discípulos de Proudhon, los proudhonianos 'ortodoxos' estaban centrados en torno su figura, siendo teóricamente fieles a la concepción de socialismo de Proudhon, abogando por asociación voluntaria, libertad de crédito y la propiedad y posesión individual (dominio) basada en el intercambio equivalente. Eran cercanos al cooperativismo y contrarios al colectivismo económico.
Tolain defendió la visión de Proudhon de que el buen papel de la mujer es en el hogar como ama de casa y madre. Como no tienen lugar en el mundo del trabajo y la política de los hombres, las mujeres no tienen ninguna necesidad de los derechos asociados a estas esferas públicas de la sociedad. Sus maridos actuarían como sus representantes públicos. Esta visión fue refutada por el también mutualista y adversario de Tolain, Eugene Varlin, por contradictoria e inconsistente con una concepción igualitaria y libertaria de la sociedad, ya que para él las mujeres deben tener igualdad de derechos con los hombres y tener la libertad de trabajar a su lado. Sin embargo Tolain, a pesar de su visión social conservadora y misógina, apoyó los derechos laborales de las mujeres.

## Otros hechos relevantes
También es uno de los grandes líderes de la huelga de bronce en 1867. Este proudhoniano entra rápidamente en desacuerdo con las ideas colectivistas elaboradas por la Internacional. En 1868 forma parte del Congreso de Bruselas de la Internacional. Los siguientes 3 años participa como candidato de forma más o menos exitosa en política local hasta que el 8 de febrero de 1871, fue elegido diputado Revolucionario Socialista en la Asamblea Nacional en representación del departamento del Sena. Se incorporó al gobierno de Adolphe Thiers oponente de la Comuna de París. Como tal, es excluido, 12 de abril de 1871, de la Internacional. Siendo senador desde 1876 se opuso a la amnistía de los comunardos, paradójicamente era un declarado antiestatista y dentro de la misma comuna, el grupo más grande era el proudhoniano, y muchos de sus manifiestos, con su énfasis en la descentralización, el federalismo y la autonomía, tienen un sabor distintivamente proudhoniano.
Fue reelecto como senador por su departamento, donde abogaba por la supresión de la cámara alta por lo que lo llamaron "el cavador del senado", apodo que se hizo bastante conocido. El 1891 fue reelecto senador y el mismo año fue enviado como delagado francés al Congreso de Trabajadores de Berlín. Muere en 1897.